# Grasberg (Duitsland)
Grasberg is een plaats in de Duitse deelstaat Nedersaksen, gelegen in het Landkreis Osterholz. Het telt 7.885 inwoners. Naburige gemeentes zijn onder andere Lilienthal, Osterholz-Scharmbeck en Ritterhude.

## Delen van de gemeente
De gemeente Grasberg bestaat uit 17 Ortsteile, oude veendorpen in het Teufelsmoor. Hiertoe behoren: (tussen haakjes het stichtingsjaar van de veenkolonie):
- Wörpedorf (1751), inmiddels aan de noordkant van Grasberg vastgegroeid
- Eickedorf (1753), inmiddels aan de zuidoostkant van Grasberg vastgegroeid
- Rautendorf (1762)
- Schmalenbeck (1762)
- Dannenberg (1780)

- Tüschendorf (1782)
- Meinershausen (1785)
- Grasdorf (1784)
- Huxfeld (1789)
- Seehausen (1790)

- Mittelsmoor (1792)
- Otterstein (1794)
- Adolphsdorf (1800)
- Weinkaufsmoor (1826)
- Grasberg, het grootste dorp in de gemeente, ook de hoofdplaats ervan, en zetel van het gemeentebestuur (1831).

De andere twee Ortsteile, die pas na de Tweede Wereldoorlog bij de gemeente gevoegd zijn, heten Wilstedtermoor (1976) en Tarmstedter Moor (1983).

## Geografie, infrastructuur

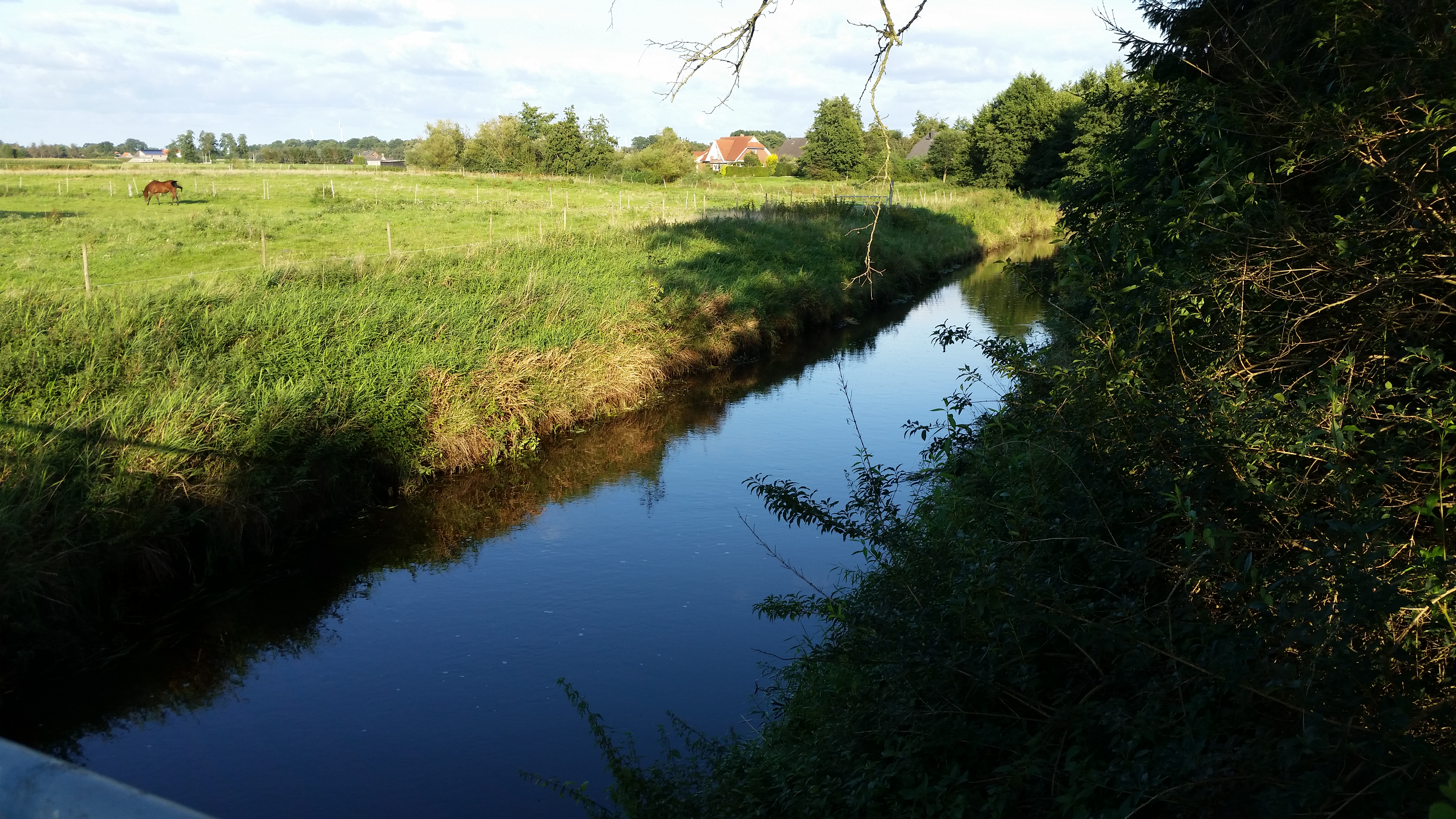
De Wörpe nabij Grasberg

Door de gemeente, met name door Grasberg-dorp en het verder noordoostelijk gelegen Wilstedtermoor, kronkelt het riviertje de Wörpe, dat verder zuidwestwaarts te Lilienthal in de Wümme uitmondt. De Wörpe is niet bevaarbaar. Ter bescherming van de grote ecologische waarde van deze beek en zijn oevers is ook zwemmen en kanovaren er verboden.
Veel dorpen in de gemeente zijn langgerekte veenkoloniën, met aan weerszijden van een smal afwateringskanaal staande huizen en boerderijen.

### Naburige gemeentes
- In het westen: Lilienthal; afstand tot Lilienthal-centrum 8 km, tot aan de tramhalte in het in die gemeente liggende Falkenberg echter slechts 5 km
- In het noorden: Worpswede, dat door een ruim 6 km lang binnenweggetje met Grasberg-dorp is verbonden
- In het oosten: Wilstedt en nog enige andere dorpen in de Samtgemeinde Tarmstedt, Landkreis Rotenburg (Wümme)
- In het zuiden: Ottersberg in de Landkreis Verden

### Infrastructuur
Per openbaar vervoer is Grasberg-dorp bereikbaar via de stad Bremen. Vanaf station Bremen Hauptbahnhof kan men met tramlijn 4 van de Bremer Stadtbahn tot aan Falkenberg, gemeente Lilienthal komen. De resterende 5 km kan men per streekbus afleggen. In de gemeente rijden verder enige belbussen, waarvan één naar Worpswede.
Grote verkeerswegen ontbreken in de gemeente. De dichtstbij gelegen aansluiting op een autosnelweg is afrit 19 Bremen- Horn-Lehe van de Autobahn A27, 6 km ten zuidwesten van het centrum van Lilienthal en dus 14 km van Grasberg verwijderd.

## Economie
Grasberg is bekend, omdat het sedert 1967 de vestigingsplaats is van de in 1902 opgerichte firma Zeisner. Deze onderneming produceert tomatenketchup en aanverwante sauzen, en levert deze voornamelijk aan horecabedrijven. Het bedrijf heeft veel klanten in België en Nederland.
Te Grasberg zijn daarnaast nog enkele middelgrote handelsondernemingen gevestigd, alsmede enig midden- en kleinbedrijf van regionale of lokale betekenis. Verder wonen te Grasberg tamelijk veel mensen, die een werkkring elders hebben (woonforensen).

## Geschiedenis

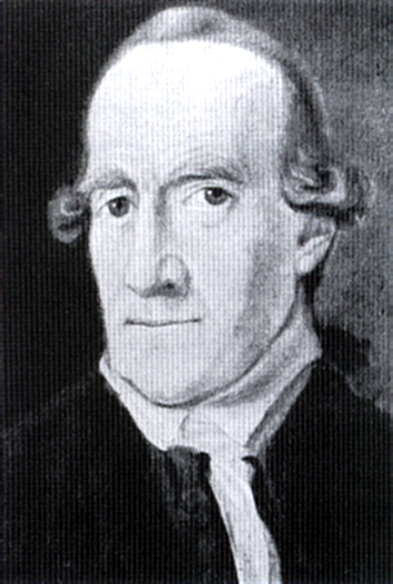
Portret van Jürgen Christian Findorff

Tot in de 18e eeuw was het gebied van Grasberg een vrijwel onbewoond veen- en heidegebied. Er stak een met gras begroeid heuveltje boven het moerassige veen uit, waar Grasberg zijn naam aan dankt. Vanaf 1751 verzorgde Jürgen Christian Findorff, een hoge bestuursambtenaar van het Keurvorstendom Brunswijk-Lüneburg, in opdracht van de keurvorst de ontginning van de venen en het aldaar stichten van nederzettingen. Findorff maakte zich geliefd, doordat hij ook oog had voor de mensen, die in het ontginningsgebied gingen wonen; hij liet er kerken en scholen bouwen.
In 1904 werd in de Wörpedörfer Mühle  een groot, granen verwerkend en graanproducten verhandelend bedrijf gesticht, dat geruime tijd over een zeer grote graansilo beschikte. In 1999 werd dit door brand grotendeels verwoest. De onderneming werd daarop te Bremen voortgezet. De ruïnes van de silo werden pas in 2011 gesloopt.
Andere historische feiten van betekenis, ook uit de Tweede Wereldoorlog, zijn niet overgeleverd.

## Bezienswaardigheden, toerisme

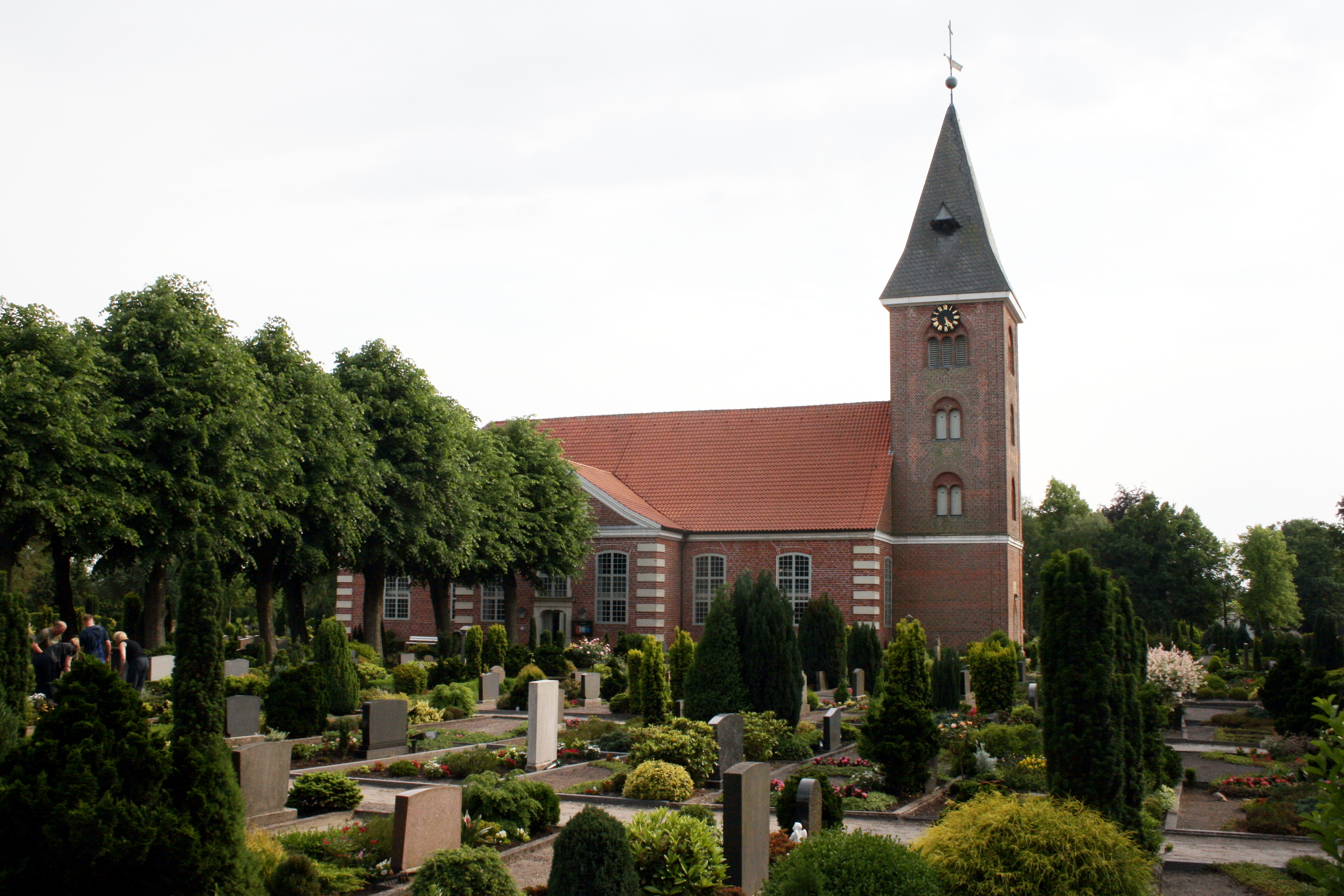
Evang.-lutherse dorpskerk te Grasberg
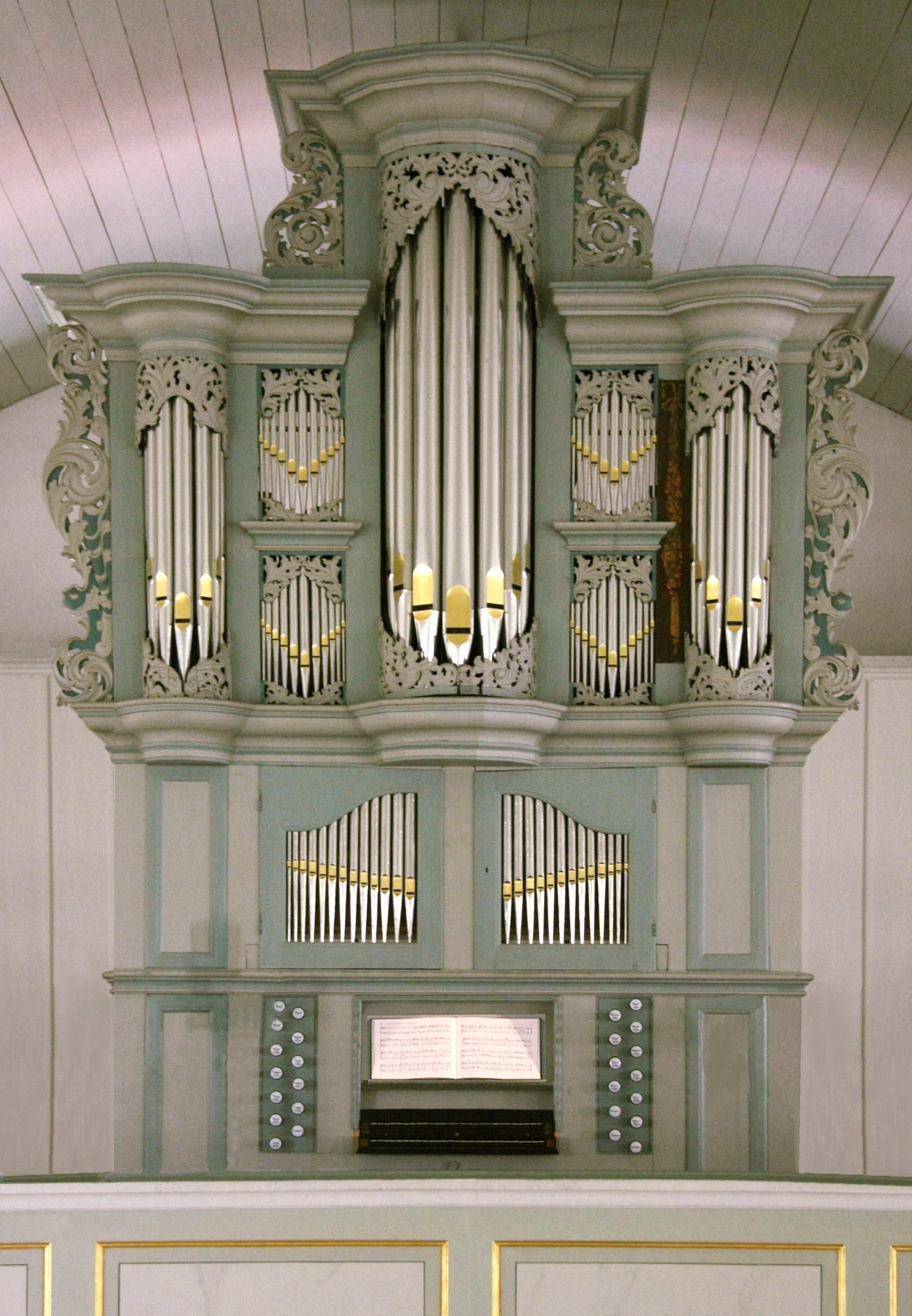
Het Arp-Schnitger-orgel in deze kerk

- In de omgeving is enig natuurschoon. Het Teufelsmoor is deels een natuurreservaat. Er zijn dan ook enige wandel- en vooral fietsroutes (ook voor meerdaagse tochten) in het gebied uitgezet.
- Grasberg grenst direct aan het om zijn kunstenaarskolonie bekende dorp Worpswede met diverse culturele bezienswaardigheden.
- In 1785 - 1789 werd te Grasberg een evangelisch-lutherse dorpskerk gebouwd. Het interieur is grotendeels in classicistische stijl gemaakt. Bijzonder is echter het in 1788 naar deze kerk overgebrachte kerkorgel, afkomstig uit een weeshuis te Hamburg. Dit uit 1694 daterende orgel is van de hand van de befaamde orgelbouwer Arp Schnitger.
- De Findorffhof te Grasberg is een schilderachtig complex van ten dele elders verwijderde en hier herbouwde, 18e- en 19e-eeuwse vakwerkboerderijen, die samen het plaatselijke Heimatmuseum (streekmuseum) huisvesten. Er vinden daarnaast jaarlijks verscheidene andere activiteiten op het gebied van cultuur en folklore plaats.

'

## Partnergemeente
Grasberg onderhoudt een jumelage met de gemeente Szamocin in Polen.